# Académie des connaissances (Cracovie)

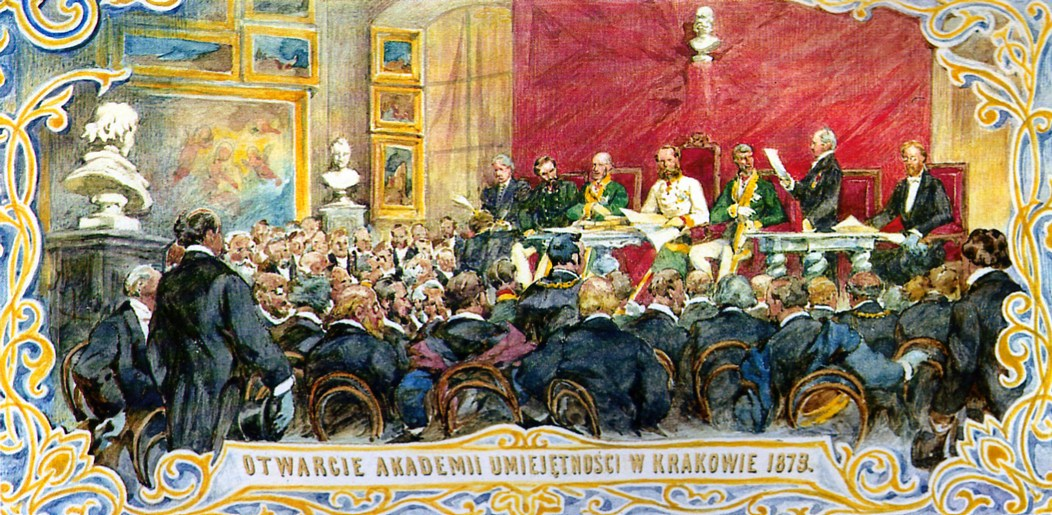
Cérémonie d'ouverture de l'Académie en présence de l'empereur François-Joseph.

L’Académie des connaissances de Cracovie (en polonais Akademia Umiejętności, en allemand Akademie der Gelehrsamkeit) est une société savante polonaise créée en 1872 à Cracovie, alors sur domination autrichienne à la suite des partages de la Pologne. Elle est née par transformation de la Société scientifique de Cracovie fondée en 1815. 

## Histoire

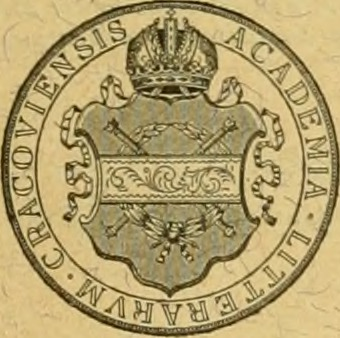
Bulletin international de l'Académie de Cracovie

Créée en 1872, l'Académie des connaissances de Cracovie appelé également Académie de Cracovie ou encore l'Académie des sciences de Cracovie est la continuation de la Société scientifique de Cracovie (pl) fondée en 1815 à l'initiative du recteur de l'université Jagellonne de Cracovie, l'avocat Walenty Litwiński. En 1861, la Société scientifique s'installa dans son nouveau siège construit avec ses propres fonds, au 17 rue Sławkowska. L'Académie qui lui succède en 1872, hérita de ce local et la cérémonie d'ouverture de la nouvelle institution s'y déroula en 1873 en présence de l'empereur François-Joseph.   

Sa première réunion eut lieu le 18 février 1873. Initialement, l'Académie était composée de 3 sections : philologie, histoire-philosophie et mathématiques-sciences. Bien que formellement limitée à la partition autrichienne, l'Académie de Cracovie joua, dès le début, le rôle d'une institution scientifique et culturelle nationale et son activité dépassa le territoire autrichien, rassemblant des chercheurs de toute la Pologne, ainsi que de nombreux autres pays. En 1893, la Bibliothèque polonaise de Paris lui transféra sa grande collection de livres et de manuscrits polonais réunis par la Grande Émigration. À la même occasion, une antenne de l'Académie fut créée à Paris sous les auspices de la Bibliothèque.  

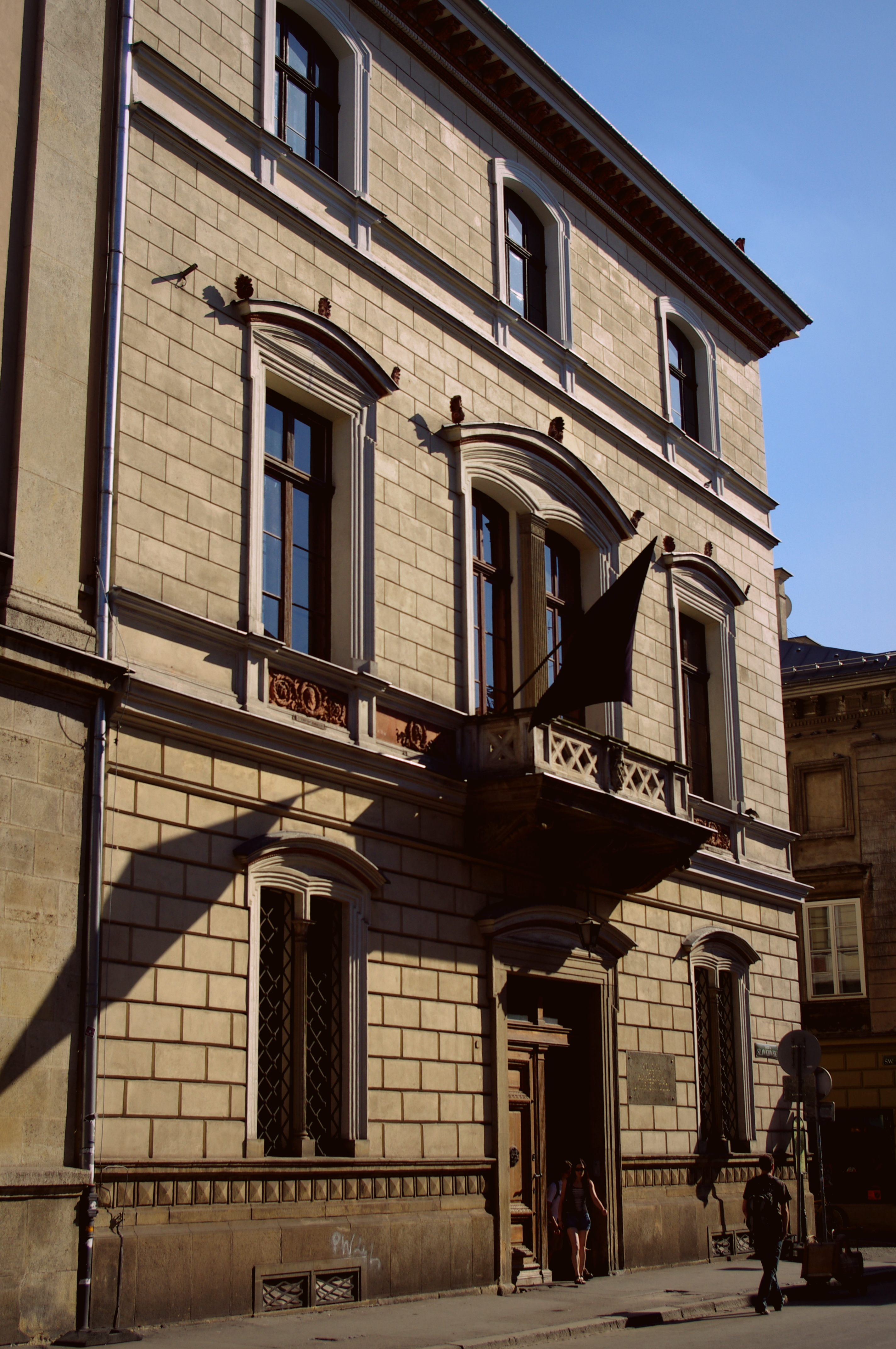
Siège de l'Académie à Cracovie rue Sławkowska

En 1915, l'Académie commença à décerner le Prix Jerzmanowski (pl), parfois surnommé le "Nobel polonais". 
En 1919, après la fin de la Première Guerre mondiale et la proclamation de la Deuxième République de Pologne, l'Académie de Cracovie devient l'Académie polonaise des arts et sciences (Polska Akademia Umiejętności, PAU).
Ses présidents furent : Józef Majer (pl) (1872-1890), Stanisław Tarnowski (1890-1917) et Kazimierz Morawski (en) (1917-1925), ce dernier continuant à diriger l'institution rebaptisée après 1919.